# زنباء صدئة
زنباء صدئة (الاسم العلمي:Pangonius ferrugineus) هو نوع من الحشرات يتبع جنس الزنباء من الفصيلة النعرية.